# Aleksandr Yefímov
Aleksandr Nikoláevich Yefímov (en ruso: Алекса́ндр Никола́евич Ефи́мов; Kantemirovka, Unión Soviética, 6 de febrero de 1923 – Moscú, Rusia, 31 de agosto de 2012) fue un alto oficial militar soviético que sirvió como comandante en jefe de la Fuerza Aérea Soviética de 1984 a 1990. Anteriormente, durante la Segunda Guerra Mundial, fue piloto del avión de ataque a tierra Il-2, por su destacada actuación durante la guerra recibió dos veces el título de Héroe de la Unión Soviética.

## Biografía

### Infancia y juventud
Yefímov nació el 6 de febrero de 1923 en el seno de una familia de clase trabajadora de cosacos del Don, en la pequeña localidad rural de Kantemirovka —en esa época situada en la gobernación de Vorónezh en la Unión Soviética, actualmente ubicada en el óblast de Vorónezh en Rusia— su padre era un trabajador ferroviario. Pasó la mayor parte de su infancia en Millerovo, donde completó su décimo grado en escuela local en 1940. Allí desarrolló su pasión por la aviación y se unió a la escuela local de planeadores que la asociación paramilitar OSOAVIAJIM (Unión de Sociedades de Asistencia para la Defensa, la Aviación y la Construcción Química de la URSS), tenía en la ciudad. Allí realizó su primer vuelo el 18 de agosto de 1938.
Luego se graduó en el club de vuelo de Voroshilovgrado en mayo de 1941 y ese mismo mes ingresó en el Ejército Rojo. Después de graduarse en la Escuela de Pilotos de Aviación Militar de Voroshilovgrado en junio de 1942, fue asignado como piloto al 10.º Regimiento de Aviación de Reserva, con base en Kamenka.

### Segunda Guerra Mundial
En agosto de 1942, fue desplegado en el frente de guerra, donde voló como piloto en el 594.º Regimiento de Aviación de Asalto hasta que fue transferido al 198.º Regimiento de Asalto en noviembre. Allí ascendió de rango desde piloto ordinario hasta comandante de vuelo, comandante adjunto de escuadrón y, finalmente, comandante de escuadrón. En junio de 1944 fue nominado para su primer título de Héroe de la Unión Soviética por haber realizado 100 misiones de combate, que se lo concedió el 26 de octubre de 1944.
Sus acciones durante un ataque al aeródromo de Danzig el 25 de marzo de 1945 fueron descritas por el mariscal Fedor Falaleyev en su libro de ensayos que elogiaban a los pilotos publicado por una academia militar después de la guerra. En esa misión, dirigió un grupo de dieciséis Il-2 en el ataque a un hangar, lo que resultó en la destrucción de catorce aviones enemigos. Dos días después completó su salida número doscientas; en ese vuelo lideró un grupo de ocho Il-2 para destruir tres tanques, cuatro cañones antitanques, dos morteros y matar a docenas de personal enemigo. El 6 de abril de 1945 fue nominado a una segunda estrella de oro de Héroe de la Unión Soviética, por haber realizado 200 salidas de combtae. Para entonces le habían transferido al 62.º Regimiento de Aviación de Asalto como navegante principal, pero continuó volando en combate, realizó su última salida el 5 de mayo de 1945 sobre Świnoujście, para el final de la guerra había realizado un total de 222 salidas de combate.
Después de la guerra, el 18 de agosto de 1945, se le concedió por segunda vez el título de Héroe de la Unión Soviética.

### Posguerra
Después de la guerra permaneció en el 62.º Regimiento hasta julio de 1946, pero después de graduarse en la Academia Militar de la Fuerza Aérea (actualmente Academia Militar del Aire Yuri Gagarin) en Mónino en 1951 tomó el mando del 167.º Regimiento de Aviación de Asalto de la Guardia. En 1954, fue ascendido a subcomandante de la 10.ª División de Entrenamiento de Aviación de Asalto de la Guardia, pero no permaneció allí mucho tiempo ya que después de graduarse en la Academia Militar de Estado Mayor en 1957 se convirtió en comandante de la 339.ª División de Aviación de Cazas-Bombarderos.
En 1958, ocupó el puesto de comandante de la 6.ª División de Aviación de Bombarderos de la Guardia, donde permaneció hasta octubre de 1959. Luego se convirtió en subcomandante de entrenamiento de combate del 30.º Ejército Aéreo; allí, fue ascendido a mayor general en 1960 y más tarde se convirtió en subcomandante de la unidad. Al dejar el 30.º Ejército Aéreo en 1964, tomó el mando del 57.º Ejército Aéreo y al año siguiente fue ascendido a teniente general. En febrero de 1969 fue nuevamente ascendido a coronel general y al mes siguiente fue nombrado subcomandante en jefe de la Fuerza Aérea; Finalmente fue ascendido al rango de mariscal de Aviación en 1975.

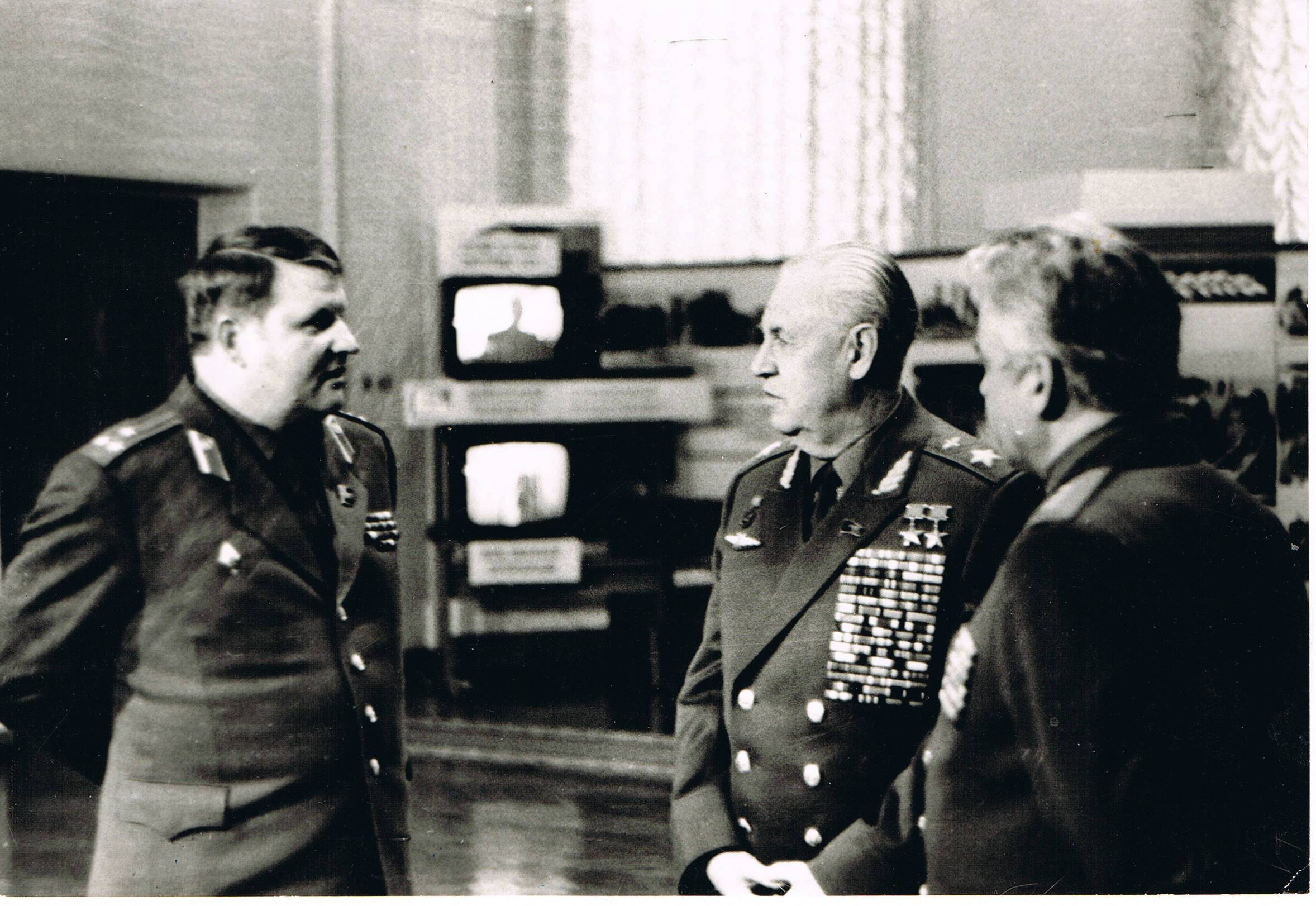
El comandante en jefe de la Fuerza Aérea, Aleksandr Yefímov (centro) con el comandante de división Aleksandr Dorofeev y el comandante del Distrito Militar del Cáucaso Norte Lev Shustko en 1988

Durante esas dos décadas realizó múltiples viajes a Egipto y Siria debido a los diferentes conflictos árabe-israelíes. Durante sus viajes se hizo amigo del entonces aviador Hosni Mubarak, quien más tarde se convirtió en presidente de Egipto. Después de la muerte del mariscal Pável Kutájov en 1984, asumió el cargo de comandante de la Fuerza Aérea Soviética. En aquel momento la Unión Soviética estaba involucrada en los combates contra las guerrillas islamistas en Afganistán, por lo que durante su mandato apoyó el desarrollo del Su-25 como solución a la diferente naturaleza de la guerra. Poco antes del final de su mandato en 1990, la fuerza aérea alcanzó su apogeo, acumulando más de 13 000 aviones y 6000 helicópteros.
Posteriormente fue presidente de la comisión estatal para el uso del espacio aéreo y el control del tráfico aéreo antes de jubilarse en agosto de 1993. Durante su carrera voló a los mandos de diferentes tipos de aviones, incluidos: Il-10, Il-14, Il-28, Li-2, Mi-1, Mi-4, MiG-15, MiG-17, MiG-21, Tu-104 y Tu-124, acumulando más de 3000 horas de vuelo. Antes de la disolución de la Unión Soviética, participó activamente en la política; como miembro del Partido Comunista, fue diputado de la VI convocatoria del Sóviet Supremo de la República Socialista Soviética de Letonia (1963-1967), diputado de la VII convocatoria del Sóviet Supremo de la República Socialista Soviética de Ucrania (1967- 1971) y diputado de la VIII convocatoria del Sóviet Supremo de la RSFS de Rusia (1971-1975). También fue Diputado del Congreso del Pueblo de la Unión Soviética (1989-1991). 

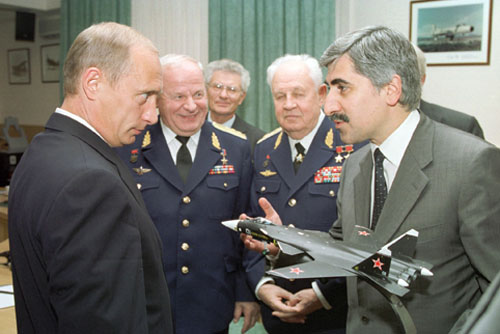
Yefímov (segundo desde la derecha) durante la visita de Vladímir Putin a la empresa Sukhoi en 2002

Mientras estaba jubilado, permaneció socialmente activo y participó en una gran variedad de organizaciones de veteranos, fue presidente del Comité Ruso de Veteranos de Guerra y Servicio Militar, miembro de la Cámara Pública de la Federación de Rusia durante dos mandatos (2006-2008 y 2008-2010), presidente del Consejo para la Interacción con Organizaciones Públicas de Veteranos, Reservas y Oficiales Retirados bajo la presidencia de la Federación de Rusia (1996-2000); vicepresidente del Comité Organizador ruso «Victoria», presidente del Consejo de la Asociación Internacional de Organizaciones de Veteranos, miembro del Consejo Central para Asuntos de Veteranos del Ministerio de Defensa de la Federación de Rusia, miembro del Consejo Supremo del partido político Rusia Unida y presidente del Fondo Público Caritativo Internacional «Victoria-1945» (2004-2012).
Murió el 31 de agosto de 2012 en Moscú a la edad de 90 años, de un ataque al corazón y fue enterrado en el cementerio Novodevichi.

## Condecoraciones

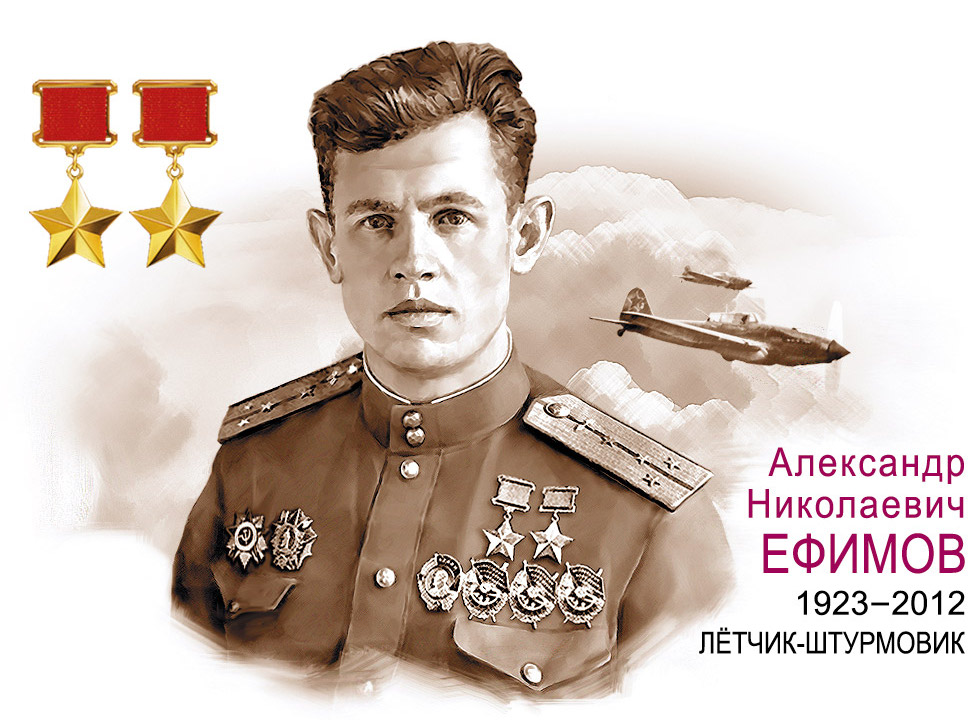
Yefímov en un sobre postal de Rusia de 2023

A lo largo de su extensa carrera militar que se prolongó durante más cinco décadas, recibió las siguientes medallas y condecoraciones:
Unión Soviética
- Héroe de la Unión Soviética, dos veces (26 de octubre de 1944 y 18 de agosto de 1945)
- Piloto Militar Honorífico de la URSS (17 de agosto de 1970)
- Premio Estatal de la Unión Soviética (3 de noviembre de 1984)
- Orden de Lenin, tres veces (26 de octubre de 1944, 31 de octubre de 1967 y 4 de septiembre de 1981)
- Orden de la Revolución de Octubre (19 de febrero de 1988)
- Orden de la Bandera Roja, cinco veces (29 de mayo de 1943, 21 de febrero de 1944, 24 de octubre de 1944, 21 de febrero de 1969 y 5 de febrero de 1973)
- Orden de Alejandro Nevski (1 de agosto de 1944)
- Orden de la Guerra Patria de 1.er grado, dos veces (5 de noviembre de 1943 y 11 de marzo de 1985)
- Orden de la Estrella Roja (30 de diciembre de 1956)
- Orden del Servicio a la Patria en las Fuerzas Armadas de la URSS de 3.er grado (17 de febrero de 1976)

Rusia

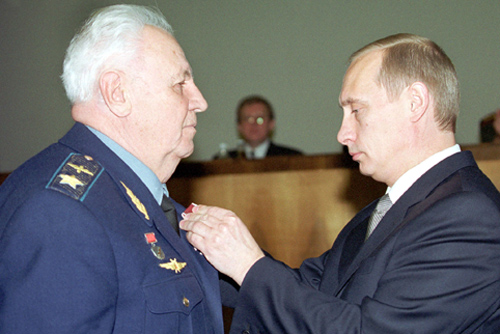
Aleksandr Yefímov recibiendo la Orden del Coraje de manos del presidente de Rusia, Vladímir Putin, en 2000

- Orden del Coraje (12 de julio de 2000)
- Orden al Mérito por la Patria (4.º grado – 16 de enero de 1998; 3.er grado – 6 de febrero de 2003; 2.do grado – 1 de febrero de 2008)
- Medalla de Zhúkov

Otros países
- Polonia – Orden de la Cruz de Grunwald (6 de abril de 1946)
- Polonia – Orden Polonia Restituta (6 de octubre de 1973)
- Polonia – Orden al Mérito de la República de Polonia (27 de marzo de 1985)
- Mongolia – Orden de la Bandera Roja (6 de julio de 1971)
- Perú – Orden del Mérito Aeronáutico (noviembre de 1972)
- Bulgaria – Orden del 9 de septiembre de 1944 (14 de septiembre de 1974)
- Bulgaria – Orden de Gueorgui Dimitrov (22 de enero de 1985)
- Siria – Orden de la Amistad y la Cooperación (15 de mayo de 1988)